# Groupe A du Championnat d'Europe de basket-ball 2011
Le Groupe A du Championnat d'Europe de basket-ball 2011 se déroule entre le 31 août et le 5 septembre 2011. Les matchs de ce groupe se déroulent au Cido arena à Panevėžys en Lituanie.
Le groupe est composé des équipes nationales : Espagne, Grande-Bretagne, Lituanie, Pologne, Portugal et Turquie. Les trois premières équipes classées sont qualifiées pour le second tour (Groupe E).

## Classement
| Groupe A (Panevėžys) |                 |     |   |   |     |     |      |     |
|                      | Équipe          | Pts | G | P | PP  | PC  | Diff | Dép |
| 1                    | Espagne         | 9   | 4 | 1 | 404 | 364 | +40  | +12 |
| 2                    | Lituanie        | 9   | 4 | 1 | 429 | 374 | +55  | -12 |
| 3                    | Turquie         | 8   | 3 | 2 | 385 | 333 | +52  |     |
| 4                    | Grande-Bretagne | 7   | 2 | 3 | 372 | 410 | -38  | +7  |
| 5                    | Pologne         | 7   | 2 | 3 | 401 | 424 | -23  | -7  |
| 6                    | Portugal        | 5   | 0 | 5 | 344 | 430 | -86  |     |